# Todo Dia (canção)
"Todo Dia" é uma canção do cantor e drag queen brasileiro Pabllo Vittar com a participação do rapper compatriota Rico Dalasam, lançada como segundo single de seu álbum de estreia Vai Passar Mal (2017) em 20 de janeiro de 2017. A canção foi escrita por Rodrigo Gorky, Maffalda e Dalasam, e traz uma misturas de sonoridade como: pop e trap.
Dois meses após seu lançamento, o videoclipe da música chegou a marca de 10 milhões de visualizações na internet, se tornando o videoclipe original mais visto do mundo lançado por um artista drag queen, ultrapassando o clipe da canção "Sissy That Walk" do drag americano RuPaul, que ocupava o posto até então.

## Composição e controvérsia
Inicialmente, Rico Dalasam compôs o refrão de "Todo Dia" e levou-o até os produtores Rodrigo Gorky e Arthur Gomes – o Maffalda –, que ficaram responsáveis por terminar de escrever a faixa, incluindo a estrutura e as bases, além de produzirem-na. Gravada em Uberlândia, Minas Gerais, a canção traz em seu refrão: "Eu não espero o carnaval chegar pra ser vadia, sou todo dia", e, segundo Pabllo, "ser vadia é poder ser você mesmo todo dia sem se preocupar com os outros", fazendo assim uma crítica social e estingando o que é ser vadia na sociedade atual.
No dia 1 de agosto de 2017, "Todo Dia" foi removida de todas as plataformas digitais após Rico Dalasam processar judicialmente a equipe de produção da faixa.

## Recepção
A recepção do público foi bastante positiva. Na semana de lançamento, "Todo Dia" alcançou o 3º lugar na lista "Viral 50 Global" do Spotify. A música ganhou atenção durante o Carnaval de 2017, e Vittar se apresentou com Anitta e Daniela Mercury nos blocos de rua de Salvador.
A primeira apresentação de "Todo Dia" na televisão foi no programa Amor & Sexo da Rede Globo, em 2 de maio de 2017. Pabllo também a interpretou no programa Ferdinando Show do Multishow. A crítica musical avaliou que a canção tem potencial para conquistar um público além do universo LGBT.

## Vídeo musical
O videoclipe foi lançado no dia 20 de janeiro de 2017, sendo produzido pelo Estúdio Farândola, e teve como diretores Guilherme Batista e Fabrício Sassioto que também foram responsáveis pela montagem e pós-produção. O vídeo apresenta uma produção simples com uma estética tropical e artística bem típica, Pabllo aparece com um maiô ao lado de Rico Dalasam e alguns dançarinos. As gravações aconteceram em um estúdio na cidade de Uberlândia, Minas Gerais.

## Lista de faixas
- Download digital e streaming

1. "Todo Dia" – 2:24